# 清涼飲料水

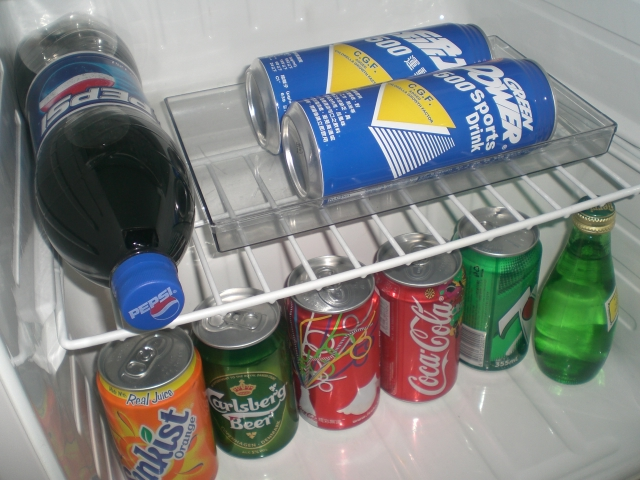
清涼飲料水の例

清涼飲料水（せいりょういんりょうすい）は、乳酸菌飲料、乳及び乳製品を除いたアルコール分を含まない（アルコール分1%未満）飲用の液体物のことである。

## 定義
食品衛生法に基づく通知（昭和32年9月18日厚発衛第413号の2）の第3の一(2)では、
乳酸菌飲料、乳及び乳製品を除く酒精分1容量パーセント未満を含有する飲料をいうものであること。従って、酸味を有しない飲料水、主として児童を対象として製造されコルク等で簡単に栓を施した飲料水（例えばニッケ水、ハッカ水等）、トマトジュース、摂取時に希釈、融解等により飲み物として摂取することを目的としたもの（例えば、濃厚ジュース、凍結ジュース等）（ただし、粉末ジュースを除く。）もすべて含まれるものであること。
とされる。
「食品衛生法質疑応答ハンドブック」（第一法規）では、「トマトジュース、濃縮ジュース、凍結ジュース、ソーダ水、タンサン水、コーラ類、ジンジャエール、ミネラルウォーター、豆乳、ガラナ飲料等々およそ飲料はすべて清涼飲料水に該当する」と例示される。
一般的な意味では、水以外のソフトドリンク全般を指すが、通常以下のものは含めない。
1. 食事に供されるスープなど
2. 牛乳
3. カップに注がれたコーヒー、紅茶、茶、ココア
  - 容器入りの緑茶飲料や紅茶飲料は、清涼飲料水と表記されている。

## 人体などへの影響
コーラなどの炭酸飲料やスポーツドリンクには、砂糖、異性化糖（高果糖液糖・果糖ブドウ糖液糖・ブドウ糖果糖液糖）、果糖などの糖分が多く含まれているものがある。他の食品と同様に過剰摂取は健康への害があり、適正な量の摂取が望まれる。また、安易に代替品として人工甘味料を用いることにも別の問題があり、既に使用が禁止されている人工甘味料もあるため注意が必要である。
2016年10月、世界保健機関は、清涼飲料水に課税することで、同飲料水の消費を削減でき、肥満を減らし、2型糖尿病を減らし、虫歯も減らせるようになると発表した（肥満税も参照のこと）。カリフォルニア州バークレーでは「ソーダ税」を導入し、ソフトドリンクの消費は半減、水の消費量が増加してきた。
おもなリスク上昇に関わる報道及び研究発表は、以下のとおり。
1. 急激な大量摂取により糖尿病性ケトアシドーシス（通称ペットボトル症候群）を発症することがある[4][5]。
2. 2000年代初めの報告によると女性ではコーラや果汁飲料（果汁100%未満）などの清涼飲料水の飲用量が多いほど糖尿病の発症リスクが高いとの報告がある。多量の清涼飲料水の摂取は、急激な血糖・インスリン濃度の上昇をもたらし、耐糖能異常、インスリン抵抗性にもつながる可能性が指摘されている[6]。
3. 2001年ハーバード大学での研究はソフトドリンク1本ごとに肥満の危険率が1.6倍になると報告した[7]。
4. 2003年の世界保健機関(WHO)発表によれば酢や炭酸、クエン酸やアスコルビン酸の消費量に比例して歯が侵食され酸蝕歯になると報告している[8]。
5. 2003年健康日本21の発表では、甘味飲料の摂取頻度が多ければ虫歯のリスクを上げるので、特に砂糖が虫歯のリスクを高めるという知識を普及させ、摂取頻度を減らすことを国策として掲げている[9]。砂糖の多いソフトドリンクはWHO/FAOの2003年のレポートで肥満と虫歯が増加することとの関連が報告されている[10]。
6. 2004年の厚生労働科学研究による診療ガイドラインによれば、砂糖の摂りすぎはカルシウムの排泄量を増やす[11]。
7. 2011年の報道記事によればスイス・チューリッヒ大学病院のM.Hochuli氏らにより、糖入り甘味飲料の常用により心臓冠動脈疾患リスクを高める事が報告されている[12]。
8. 2011年研究者の御堂による報告によれば、加糖された飲料を食事と共に摂取することの多い生活習慣の場合、結果的に摂取カロリーがオーバーし肥満を誘発する要因となる[13]。
9. 2019年の報道によるとハーバード大学の研究者がアメリカの男女約12万人のデータを分析した結果では、砂糖の入った清涼飲料の消費が増えるほど心臓疾患による死亡リスクが高まり、乳がんと大腸がんのリスクも少し高まったことが分かった[3]。がんでは増加はなく、人工甘味料では1日4杯以上に限り心臓疾患のリスクが高まった[3]

### 過去の措置
- 1969年11月、日本では人工甘味料のチクロの使用が禁止された。チクロを使用した食品は市中から回収されることとなったが、一般の食品の回収期限が1970年2月であったのに比べ、清涼飲料水は健康への影響を考慮して同年1月と早められた[14]。

## 種類
以下のような種類に分類される。
- 炭酸飲料
  - ノンフレーバー系炭酸飲料
    - 炭酸水 - ソーダ水とも呼ばれる

  - フレーバー系炭酸飲料
    - コーラ炭酸飲料
    - 透明炭酸飲料 - ラムネなどのフレーバーを加えたもの
    - 果汁入り炭酸飲料 - 果汁5%未満と5%以上の2種類に分けられる
    - 果実着色炭酸飲料
    - 乳類入り炭酸飲料 - クリームソーダ等
    - 栄養ドリンク炭酸飲料
    - その他炭酸飲料
- 果実飲料
  - 天然果汁
  - 果汁飲料
  - 果肉飲料
  - 果汁入り混合飲料
  - 果汁入り炭酸飲料
  - 果汁系ニアウォーター
  - エード
  - その他直接飲料 - 上記以外の果汁1%以上10%未満の果汁入り飲料
  - 希釈飲料
  - フルーツシロップ - 果汁を含まないもの かき氷用シロップ・カクテル用シロップ等
- コーヒー飲料
  - コーヒー - 生豆換算で、コーヒー豆を5g以上使用したもの
  - コーヒー飲料 - 生豆換算で、コーヒー豆を2.5g以上5g未満使用したもの
  - コーヒー入り清涼飲料 - 生豆換算で、コーヒー豆を1g以上2.5g未満使用したもの
- 茶系飲料
  - ウーロン茶飲料
  - 紅茶飲料 - 果実飲料・炭酸飲料を除く
  - 緑茶飲料 - 砂糖・桜の葉等を加えたものを除く
  - むぎ茶飲料 - はと麦茶を除く
  - ブレンド茶飲料
  - その他茶飲料 - 杜仲茶・ジャスミン茶・甜茶・はと麦茶・玄米茶等
- ミネラルウォーター
  - ナチュラルウォーター - 特定水源から採取した地下水
  - ナチュラルミネラルウォーター - 上記のうち、無機塩類が溶解した地下水
  - ミネラルウォーター - ナチュラルミネラルウォーターを原水とし、ミネラルの調整等を行ったもの
  - ボトルドウォーター - 上記以外のもの
- 豆乳類
  - 豆乳 - 大豆固形分8%以上のもの
  - 調製豆乳 - 大豆固形分6%以上のもの
  - 豆乳飲料 - 大豆固形分2%以上果汁10%未満のものと、その他のもの
  - 大豆たん白飲料 - 大豆たん白含有率1.8％以上 ただし果汁5%以上10%未満のものは0.9%以上
- 野菜飲料
  - トマトジュース - 絞り汁100%のもの
  - トマトミックスジュース
  - トマト果汁飲料 - 絞り汁50%以上100%未満のもの
  - にんじんジュース - 絞り汁100%のもの
  - にんじんミックスジュース
  - 野菜ジュース - 野菜汁100%のもの
  - 野菜果汁ミックスジュース - 野菜汁と果汁の含有量が、果汁よりも多いもの
  - その他野菜飲料 - 上記以外で、野菜汁の含有量が果汁よりも多いもの
- スポーツ飲料
  - スポーツドリンク
- 乳性飲料
  - 乳性飲料 - 希釈しないストレートのもの
  - き釈用乳性飲料
- その他清涼飲料
  - ココア飲料
  - 栄養飲料 - ただし非炭酸で、医薬品・医薬部外品以外のもの
  - 機能性飲料 - ただし非炭酸のもの
  - その他 - ドリンクスープ・ぜんざいドリンク・汁粉ドリンク・甘酒・ゼリー飲料・味噌汁など

## メーカー例
- アサヒ飲料
- キリンビバレッジ
- 日本コカ・コーラ
- サントリーフーズ
- 伊藤園
- 大塚製薬
- ポッカサッポロフード&ビバレッジ
- サンガリア
- ダイドードリンコ
- チェリオコーポレーション
- 神戸居留地
- ニットービバレッジ

以上の他にも多数の企業がある。